# توماس ديكر
توماس ألكسندر ديكر (بالإنجليزية: Thomas Dekker) (مواليد 28 ديسمبر 1987)، هو ممثل وموسيقي ومغنٍ ومخرج ومنتج أمريكي. اشتهر بأدواره مثل جون كونور في مسلسل المدمر: سجلات سارة كونور، وآدم كونانت في الدائرة السرية، وزاك في الأبطال.
قدّم ديكر صوت شخصية "ليتلفوت" في الأجزاء من الخامس إلى التاسع من سلسلة الأرض قبل الزمن، وكان الصوت الغنائي له في الجزء الخامس، كما أدى صوت "فيفل ماوسكوفيتز" في فيلمي ذيل أمريكي: كنز جزيرة مانهاتن وذيل أمريكي: لغز وحش الليل.
جسد شخصية "جيسي براون" في نسخة 2010 من فيلم كابوس في شارع إلم، كما لعب دور "سميث" في فيلم كابوم من إخراج غريغ أراكي. كذلك، شارك بدور "غريغوري فالنتاين" في المسلسل التلفزيوني باكستروم.
إضافة إلى مسيرته التمثيلية، كتب ديكر وأنتج ونشر بنفسه ثلاثة ألبومات موسيقية إلكترونية عبر الإنترنت.

## الطفولة والنشأة
وُلد توماس ديكر في مدينة لاس فيغاس، نيفادا. والدته، هيلاري (ويليامز سابقًا)، هي عازفة بيانو محترفة، ومدربة تمثيل، وممثلة، ومغنية من ويلز. أما والده الراحل، ديفيد جون إليس ديكر، فكان فنانًا أمريكيًا، ومصمم ديكور مسرحي، ومغني أوبرا، وممثل من أصول إنجليزية وهولندية.
جده من جهة والدته هو ألون ويليامز، الذي كان مذيعًا في هيئة الإذاعة البريطانية. تنقّل ديكر في طفولته مع والديه في العديد من بلدان العالم، بما في ذلك المملكة المتحدة (موطن والدته) وكندا.

## المسيرة المهنية

### البدايات
بدأ توماس ديكر مسيرته التمثيلية في سن السادسة، حيث ظهر لأول مرة في المسلسل التلفزيوني الشباب والقلق. ثم شارك لاحقًا في فيلم ستار تريك: الأجيال، وظهر في حلقتين من مسلسل ستار تريك: فوييجر، وكذلك في فيلم قرية الملعونين عام 1995.
كما شارك ديكر في مسلسل ساينفلد كطفل ممثل، في الموسم الخامس (الحلقة 16) عام 1994، والموسم السابع (الحلقة 4) عام 1995 بدور "بوبي". وفي عام 1997، أصبح أحد أبطال مسلسل قناة ديزني عزيزتي، لقد صغّرت الأولاد: المسلسل التلفزيوني، حيث أدى دور "نيك زالينسكي".
بعد انتهاء العرض عام 2000، واصل ديكر التمثيل في عدة أعمال مثل ربّة المنزل، وفيلمور!، وتحقيقات في موقع الجريمة، وهاوس، والمدرسة العامة في بوسطن، وريبا، والسماء السابعة. كما شارك في أفلام مثل أسرار الحرم الجامعي، وذيل أمريكي: لغز وحش الليل. حاز ديكر على ثلاث جوائز فنان شاب  عن عمله في سلسلة أفلام الأرض قبل الزمن، بالإضافة إلى جائزة أخرى عن ظهوره كضيف في مسلسل المدرسة العامة في بوسطن. وفي عام 2001، أدى دور "دوني أوسموند" في طفولته ضمن فيلم داخل عائلة أوسموند.

## مواقع خارجية
- توماس ديكر على موقع IMDb (الإنجليزية)
- توماس ديكر على موقع روتن توميتوز (الإنجليزية)
- توماس ديكر على موقع ألو سيني (الفرنسية)
- توماس ديكر على موقع ميوزك برينز (الإنجليزية)
- توماس ديكر على موقع أول موفي (الإنجليزية)
- توماس ديكر على موقع بوكس أوفيس موجو (الإنجليزية)
- توماس ديكر على موقع قاعدة بيانات الأفلام السويدية (السويدية)
- توماس ديكر على موقع إن إن دي بي (الإنجليزية)
- توماس ديكر على موقع قاعدة بيانات الفيلم (الإنجليزية)
- توماس ديكر على موقع كينوبويسك (الروسية)